# Jan van Rhijnnen
Johannes (Jan) van Rhijnnen, (Den Haag, 13 december 1859 - Den Haag, 27 juni 1927) was een Nederlands schilder, tekenaar, etser, en aquarellist.
Van Rhijnnen is opgeleid aan de Akademie voor Beeldende Kunst in Den Haag en was daar leerling van Jan Vrolijk en Willem Roelofs.
Hij werkte in Den Haag (ca. 1874 - 1896), Scherpenzeel (Gelderland) (1896 - 1900), Scheveningen (1900 - 1927), (België, Frankrijk, Italië, Lugano, en Noorden (Nieuwkoop) en schilderde en aquarelleerde onder andere duinlandschappen en bos- en riviergezichten. Van Rhijnnen gaf les aan Martin van Waning en was lid van Arti et Amicitiae te Amsterdam en Pulchri Studio te Den Haag.

## Tentoonstellingen
- 1895 - Stedelijk Museum Amsterdam, Tentoonstelling van kunstwerken van Levende Meesters
- 1907 - Rotterdam, Kunsthandel Oldenzeel
- 1911 - Schilderkundig Genootschap Pulchri Studio Den Haag, werkende leden
- 1915 - San Francisco, Panama-Pacific International Exposition, The Netherlands Section
- 1915 - Stedelijk Museum Amsterdam, Nederlandsch steun-comité voor beeldende kunstenaren
- 1919 - Stedelijk Museum Amsterdam, Het Nationaal Zeemansfonds
- 1928 - Den Haag, Pulchri Studio
- 1930 - Den Haag, Kunsthandel De Poort

## Tijdlijn
- RKD-Nederlands Instituut voor Kunstgeschiedenis: 89859
- Union List of Artist Names: 500166017
- Virtual International Authority File: 172419417